# Carrousel de Baronville

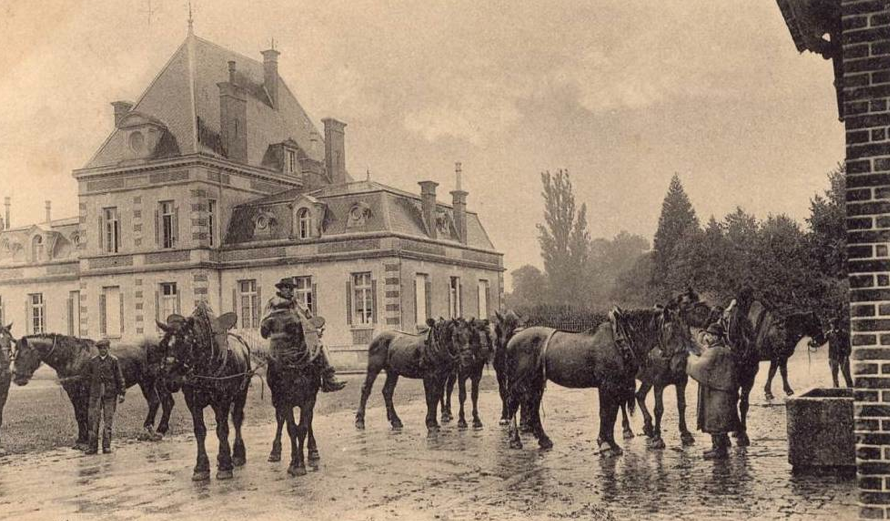
Le châtelet du carrousel de Baronville, vers 1900.

Le carrousel de Baronville est un ensemble architectural homogène datant de 1882, situé sur le domaine de Baronville, à Béville-le-Comte, en Eure-et-Loir.

## Historique
Construit en 1882 par le marquis Armand de Pomereu d'Aligre, pour être la « ferme modèle » de Baronville, ainsi que les écuries du marquis, cet ensemble servit par la suite constamment à la double vocation agricole et équestre. Utilisé comme « Club Hippique de Baronville » durant les années 1980-1990, il est le cadre de formations et de concours hippiques accueillant des personnalités du monde équestre ou artistique, comme Jean Rochefort.
Dans le cadre du tournage du long-métrage Coco avant Chanel, d'Anne Fontaine, le carrousel de Baronville est le lieu de la rencontre entre Coco Chanel (Audrey Tautou), et Boy Capel (Alessandro Nivola), avec lequel elle aura une liaison romantique. Ils sont présentés dans les écuries par Etienne Balsan (interprété par Benoît Poelvoorde).
En 2011, le comte Aymeric de Rougé d'Aligre lance la rénovation complète de l'aile ouest de cet ensemble, qui s'ouvre aux réceptions de mariages et aux séminaires début 2012. Le reste des bâtiments conserve sa vocation agricole originelle.
Depuis, chaque année, Aymeric de Rougé d'Aligre y organise un événement caritatif destiné à lever des fonds au profit d'associations,. En ont ainsi bénéficié l'école Saint-Joseph d'Auneau,, la Fondation d'Aligre (Lèves), la Ligue contre le Cancer, ou encore les Sapeurs-Pompiers volontaires.